# Achilles Thommen

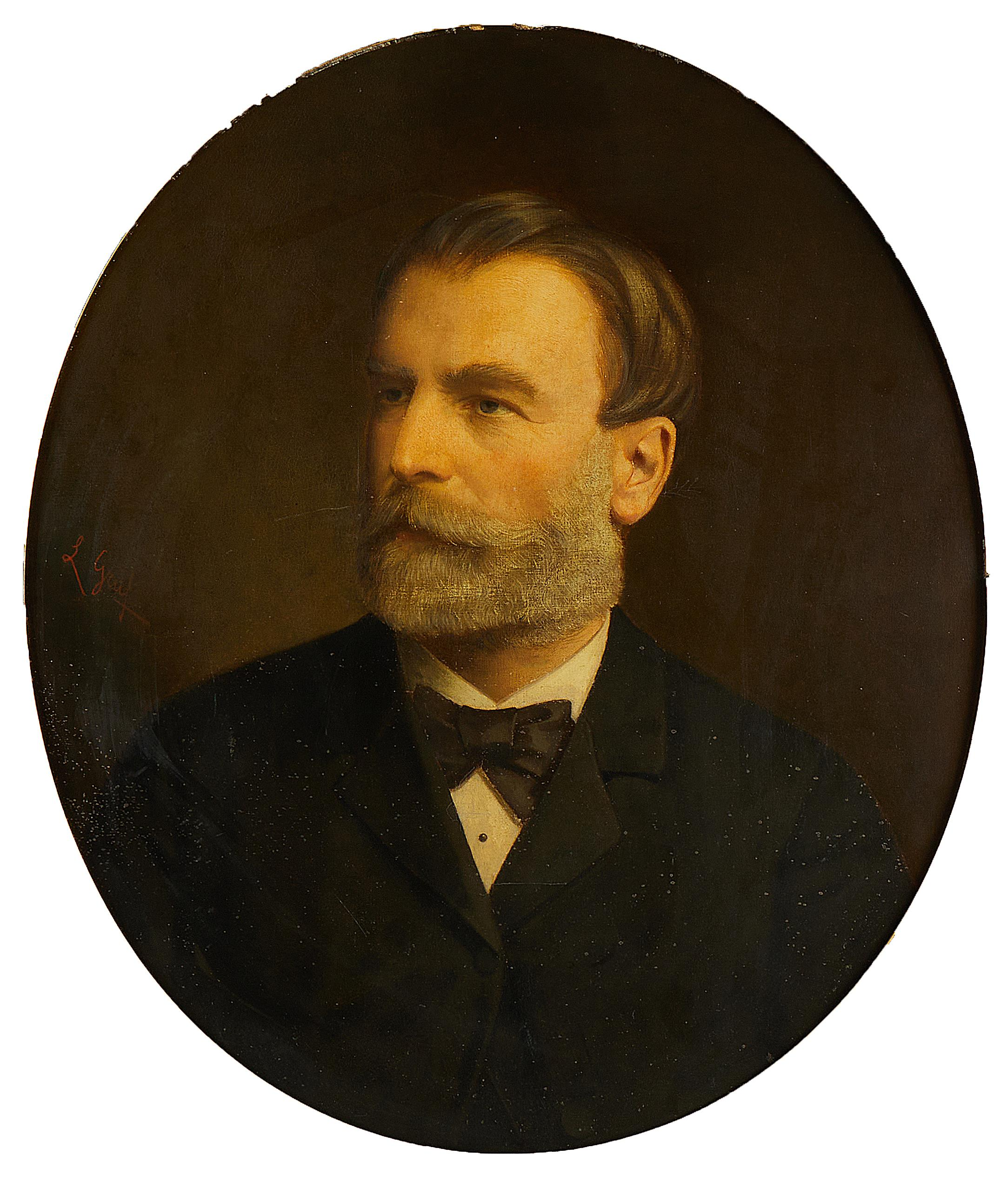
Ludwig Graf: Porträt Achilles Thommen

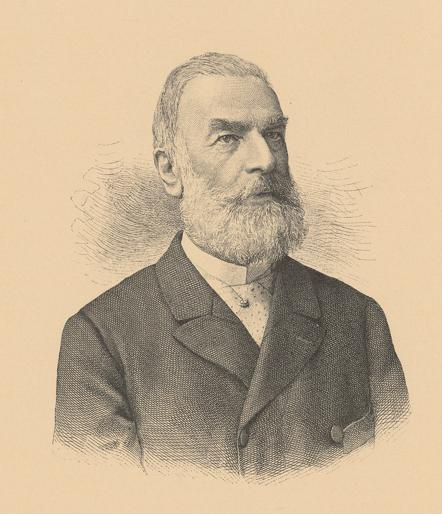
Achilles Thommen, Druckgrafik aus der Reihe Schweizerische Portrait-Gallerie, 1894

Achilles Thommen (* 25. Mai 1832 in Basel; † 21. August 1893 in Maria Schutz, Niederösterreich) war ein Schweizer Ingenieur, der am Bau zahlreicher Eisenbahnstrecken in Österreich-Ungarn und der Schweiz beteiligt war.

## Leben und Werk
Achilles Thommen wurde 1832 als jüngster Sohn des Küfermeisters Johann Jakob Thommen und der Ursula, geb. Marbach, in Basel geboren. Nach Abschluss des Pädagogiums Basel studierte er zunächst drei Semester Geschichte, Kunstgeschichte und Mathematik an der Universität Basel und von 1850 bis 1852 Maschinenbau am Polytechnikum Karlsruhe.
Im Anschluss erhielt er seine erste Anstellung bei der Schweizerischen Centralbahn unter Karl Etzel und war am Bau der Strecke von Olten nach Bern und Luzern beteiligt. Als Etzel 1857 zum Direktor der Kaiser Franz Joseph-Orientbahn berufen wurde, folgte ihm Thommen nach Pettau. Danach war er unter Etzel als Bauleiter für die Trassierung und den Bau der Brennerbahn verantwortlich, wo als technische Neuerung erstmals Kehrtunnel errichtet wurden. Nach dem Tod Etzles 1865 leitete er zusammen mit Wilhelm Pressel die Fertigstellung der Bahn. Damals befasste er sich auch schon mit der Planung einer Bahn über den Arlberg.
Nach der Vollendung der Brennerbahn wurde er 1868 Baudirektor der Ungarischen Staatsbahnen in Budapest, wo er für den Bau eines Bahnnetzes von über 2400 km Länge verantwortlich war. Nach zwei Jahren legte er jedoch dieses Amt aus gesundheitlichen Gründen nieder und zog nach Wien, wo er sich privaten Arbeiten widmete und sich als Berater, Gutachter und Vermittler betätige, unter anderem für die Gotthardbahn, die Arlbergbahn und die Simplonbahn oder bei den Umbauten der Bahnhöfe in Basel, Bern, Luzern und Zug. Er gehörte den Verwaltungsgremien mehrerer Bahngesellschaften und Unternehmen an, darunter der Österreichischen Nordwestbahn, der Süd-Norddeutschen Verbindungsbahn, der Wienerberger Ziegelfabriks- und Baugesellschaft, der k.k. Donau-Dampfschiffahrts-Gesellschaft, der Boden-Credit-Anstalt und der Wiener Lokomotiv-Fabriks-Actien-Gesellschaft. Er wurde 1869 zum königlichen Rat und 1883 zum k. k. Oberbaurat ernannt.
Achilles Thommen war seit 1859 mit der Österreicherin Emma Bratanitsch verheiratet. Das Paar hatte eine Tochter und zwei Söhne, darunter Rudolf Thommen, der Professor für Geschichte an der Universität Basel wurde. Die Juristin, Ärztin und Gerechte unter den Völkern Ella Lingens-Reiner ist eine Enkelin Thommens.
Nach langer Krankheit starb Thommen 1893 in Maria Schutz am Semmering, wohin er sich zur Erholung zurückgezogen hatte. Er wurde in Pettau beerdigt.

## Ehrungen
Für seine Verdienste um den Bau der Brennerbahn wurde Achilles Thommen 1867 das Ritterkreuz des Franz-Joseph-Ordens verliehen. In Innsbruck ist die Ing.-Thommen-Straße nach ihm benannt.